# Strada statale 192 della Valle del Dittaino
La strada statale 192 della Valle del Dittaino (SS 192) è una strada statale italiana che va da Enna a Catania attraversando interamente la valle del Dittaino da cui prende nome, e, nell'ultimo tratto, la piana di Catania.

## Descrizione
La strada inizia dalla strada statale 117 bis Centrale Sicula nei pressi dell'uscita per Enna dell'A19 Palermo-Catania. Dalle pendici di Enna, la statale comincia a discendere verso valle accostando, per un primo tratto, l'A19 e la ferrovia Palermo–Catania, lungo il corso del fiume Dittaino, in un tragitto lievemente curvilineo.
Entrata in piena valle del Dittaino, la strada dà vita a un rettilineo e giunge a toccare l'agglomerato industriale di Dittaino, lo svincolo e la stazione di Dittaino. Dopo aver dato origine alla SP 21 per Agira, la strada tocca Catenanuova, ultimo comune in provincia di Enna. Da qui parte la SP 23 bis per Regalbuto e il lago Pozzillo.
Raggiunta la piana di Catania si incontra il bivio Iannarello, da dove ha origine la strada statale 288 di Aidone; dopo l'innesto della strada statale 417 di Caltagirone il percorso raggiunge la periferia sud-occidentale di Catania; superata una rotatoria che la mette in collegamento con l'asse attrezzato di Catania verso nord-ovest e l'asse dei servizi verso sud-est, ha termine all'inizio del quartiere di Zia Lisa. Costituisce parte del collegamento stradale Palermo Catania insieme alla SS 121 Catanese, con la quale è collegata tramite una tratta di circa 2,5 km della SS 117 bis Centrale Sicula.

### Tabella percorso
| della Valle del Dittaino |                                                                                      |      |           |
| Tipo                     | Indicazione                                                                          | ↓km↓ | Provincia |
|                          | Centrale Sicula                                                                      | 0,0  | EN        |
|                          | Calderari                                                                            | 7,0  | EN        |
|                          | a per Palermo-Catania (svincolo di Mulinello), Leonforte                             | 11,3 | EN        |
|                          | per Valguarnera Caropepe                                                             | 12,2 | EN        |
|                          | Asse dei servizi, ASI Dittaino                                                       | 13,5 | EN        |
|                          | Zona industriale Dittaino per Assoro                                                 | 19,2 | EN        |
|                          | per Sicilia Outlet Village ePalermo-Catania (Svincolo di Valguarnera-Dittaino) Agira | 19,5 | EN        |
|                          | Cuticchi per Agira                                                                   | 24,5 | EN        |
|                          | per Raddusa                                                                          | 25,4 | EN        |
|                          | per Libertinia, Castel di Iudica                                                     | 30,5 | CT        |
|                          | Palermo-Catania (svincolo di Catenanuova)                                            | 43,5 | EN        |
|                          | Catenanuova                                                                          | 43,7 | EN        |
|                          | Ferrovia Palermo-Catania                                                             | 44,3 | EN        |
|                          | per Catenanuova                                                                      | 44,4 | EN        |
|                          | per Biancavilla, Adrano                                                              | 50,5 | EN        |
|                          | Sferro per Castel di Iudica                                                          | 55,7 | CT        |
|                          | per Paternò                                                                          | 56,6 | CT        |
|                          | Palermo-Catania (svincolo di Sferro-Gerbini)                                         | 58,5 | CT        |
|                          | per Paternò                                                                          | 61,1 | CT        |
|                          | Ferrovia Palermo-Catania                                                             | 61,2 | CT        |
|                          | Bivio Iannarello di Aidone per Palagonia                                             | 64,3 | CT        |
|                          | Fiume Simeto                                                                         | 71,7 | CT        |
|                          | per Paternò                                                                          | 72,6 | CT        |
|                          | Ferrovia Palermo-Catania                                                             | 73,3 | CT        |
|                          | Palermo-Catania (svincolo di Motta Sant'Anastasia) per Motta Sant'Anastasia          | 73,7 | CT        |
|                          | Villaggio NATO                                                                       | 76,0 | CT        |
|                          | per Motta Sant'Anastasia                                                             | 79,4 | CT        |
|                          | di Caltagirone                                                                       | 80,5 | CT        |
|                          | Asse attrezzato di Catania Asse dei servizi di Catania                               | 84,0 | CT        |
|                          | Centro commerciale (ex termine Palermo-Catania)                                      | 84,5 | CT        |
|                          | Catania Zia Lisa                                                                     | 86,4 | CT        |